# Parrya pinnatifida
Parrya pinnatifida är en korsblommig växtart som beskrevs av Grigorij Silych Karelin och Ivan Petrovich Kirilov. Parrya pinnatifida ingår i släktet Parrya och familjen korsblommiga växter. Inga underarter finns listade i Catalogue of Life.